# Coatepec Harinas (municipi)
Coatepec Harinas és un municipi de l'estat de Mèxic. Coatepec Harinas és el cap de municipi i principal centre de població d'aquesta municipalitat. Aquest municipi és a la part nord-occidental de l'estat de Mèxic. Limita al nord amb els municipis de Tenango del Valle, al sud amb Villa Guerrero, a l'oest amb Texcaltitlán i a l'est amb Tenancingo.